# Танюс
Таню́с (фр. Tanus, окс. Tanús) — коммуна во Франции, находится в регионе Юг — Пиренеи. Департамент — Тарн. Входит в состав кантона Кармо-1 Ле-Сегала. Округ коммуны — Альби.
Код INSEE коммуны — 81292.

## География
Коммуна расположена приблизительно в 530 км к югу от Парижа, в 90 км северо-восточнее Тулузы, в 24 км к северо-востоку от Альби.
На севере коммуны протекает река Вьор.

## Климат
Климат умеренно-океанический. Зима мягкая и дождливая, лето жаркое с частыми грозами. Ветры довольно редки.

## Население
Население коммуны на 2010 год составляло 526 человек.
| 1962 | 1968 | 1975 | 1982 | 1990 | 1999 | 2010 |
| ---- | ---- | ---- | ---- | ---- | ---- | ---- |
| 619  | 608  | 598  | 531  | 464  | 436  | 526  |

## Экономика
В 2007 году среди 285 человек в трудоспособном возрасте (15—64 лет) 206 были экономически активными, 79 — неактивными (показатель активности — 72,3 %, в 1999 году было 63,9 %). Из 206 активных работали 192 человека (110 мужчин и 82 женщины), безработных было 14 (5 мужчин и 9 женщин). Среди 79 неактивных 16 человек были учениками или студентами, 41 — пенсионерами, 22 были неактивными по другим причинам.

## Достопримечательности
- Церковь Нотр-Дам-де-Лапланк (XII век). Исторический памятник с 1913 года.[4]
- Ферма Лакру (XVI век). Исторический памятник с 2007 года.[5]
- Виадук через реку Вьор (1897—1902 годы). Исторический памятник с 1984 года.[6]

## Фотогалерея

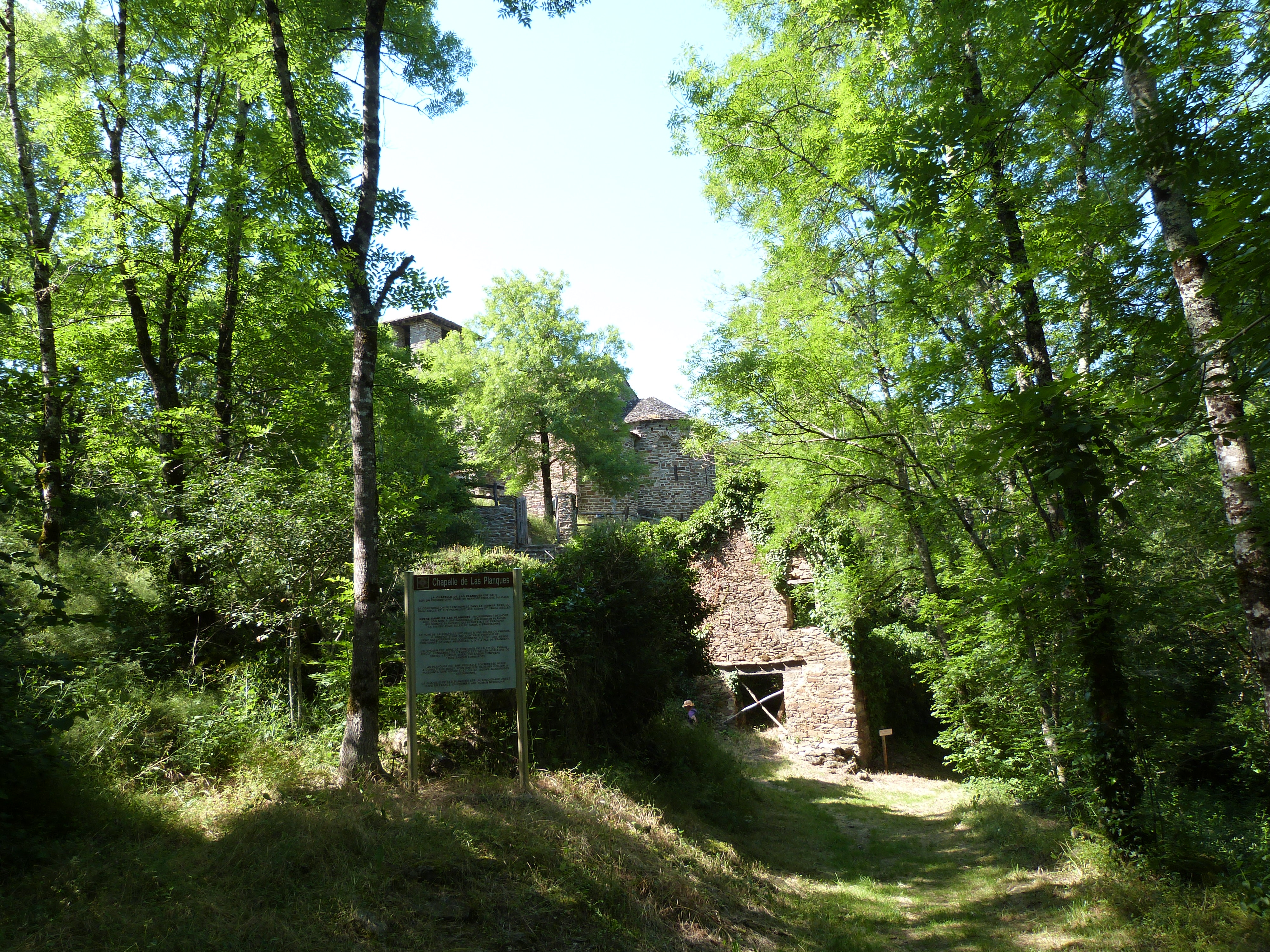
Церковь Нотр-Дам
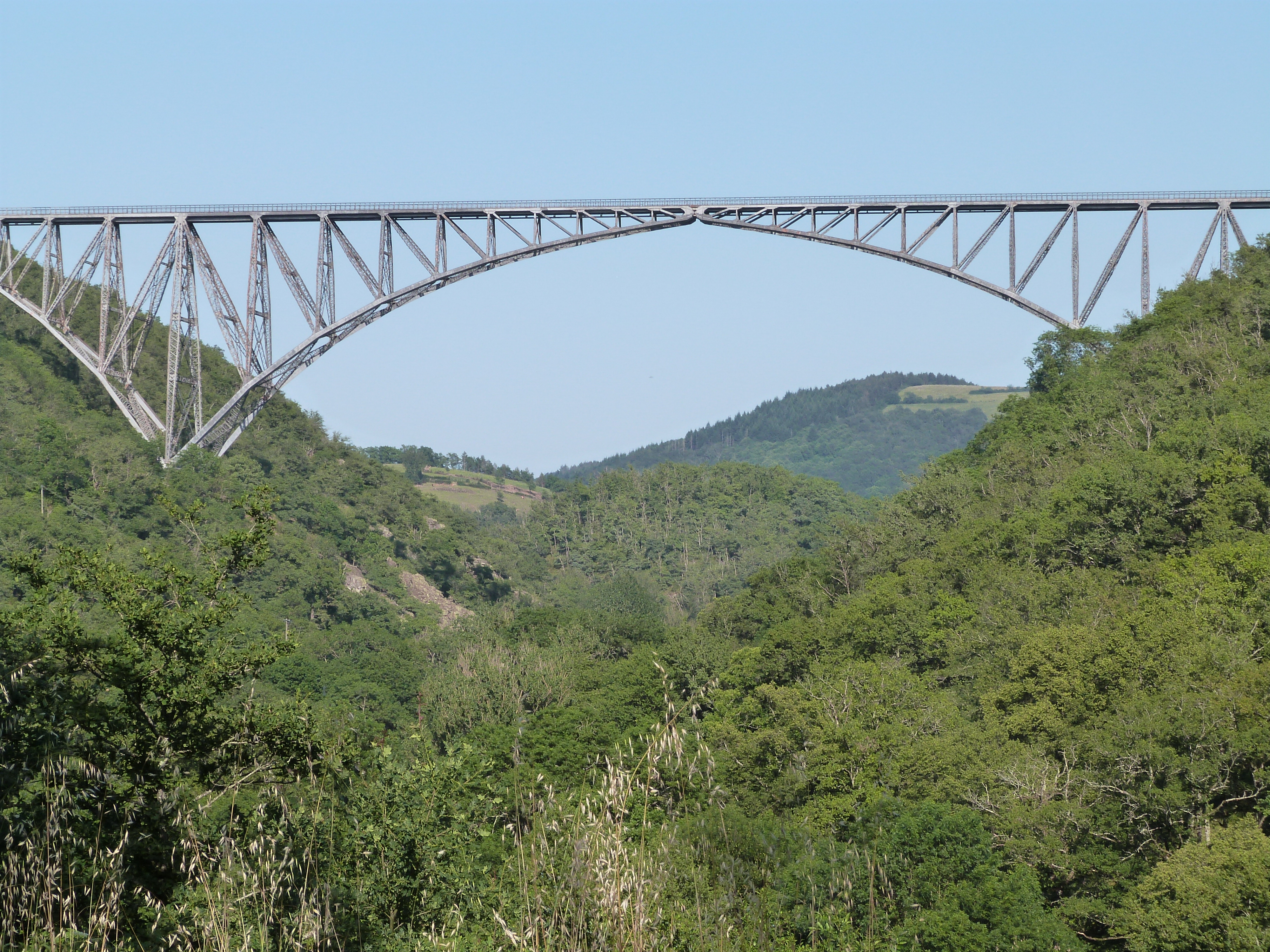
Виадук через реку Вьор
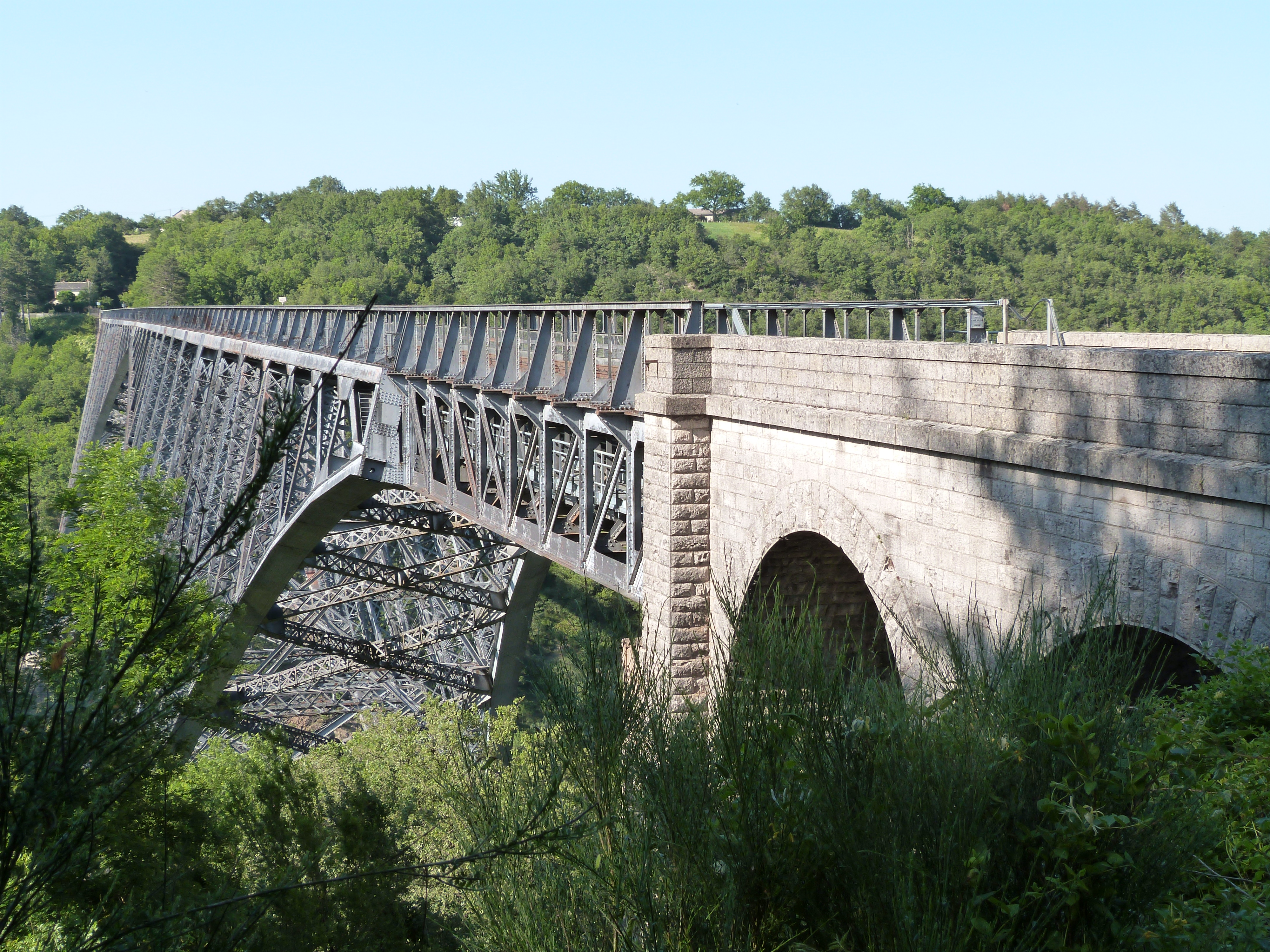
Виадук через реку Вьор
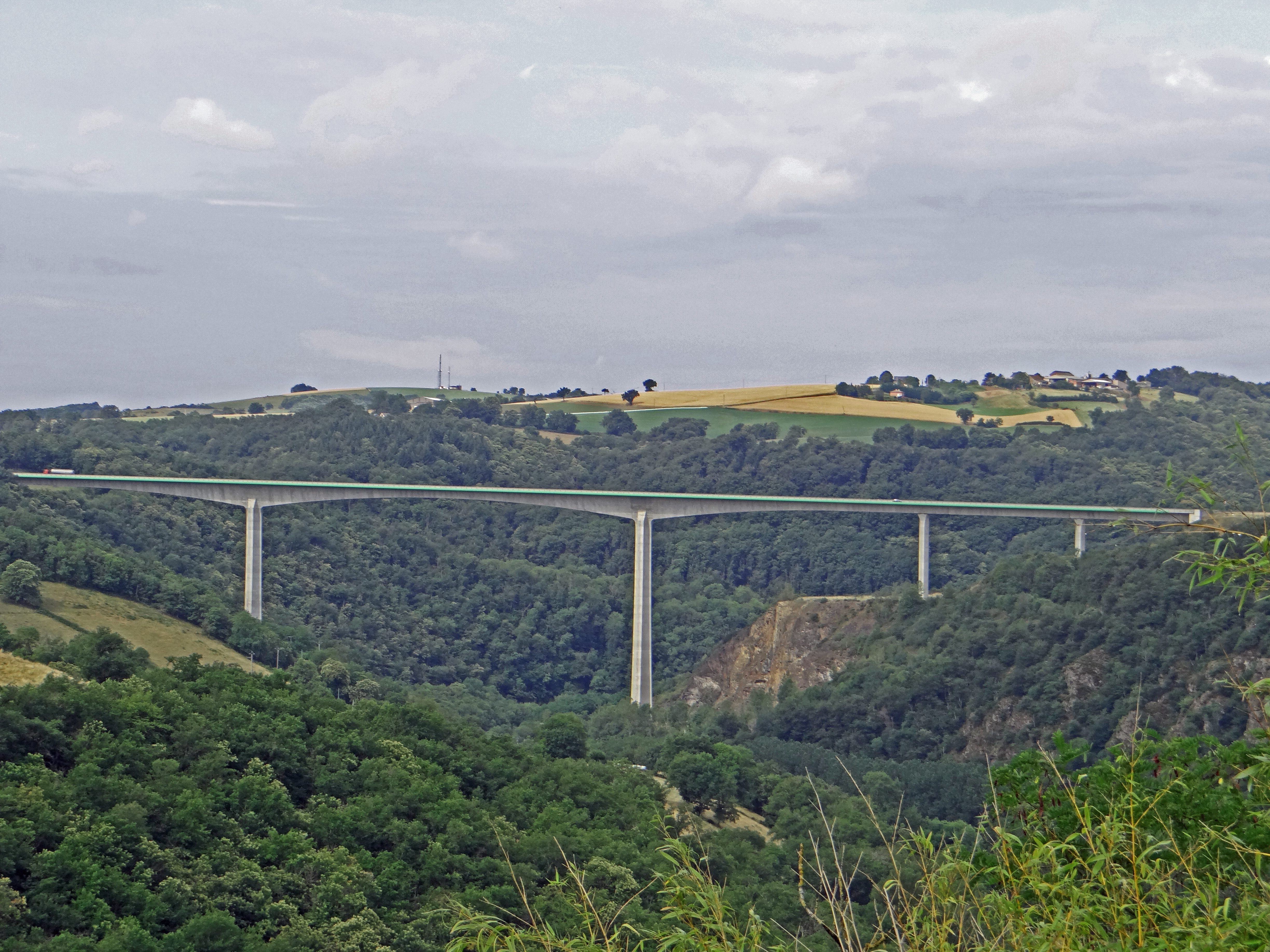
Виадук Танюс
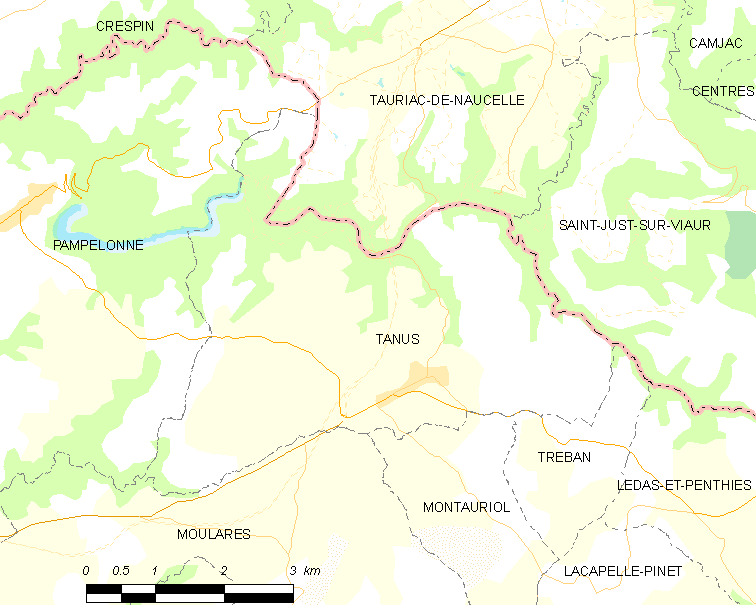
Карта коммуны